# Per Christiansen (arkitekt)
 Der er flere personer med dette navn, se Per Christiansen (flertydig).
Per Svend Christiansen (født Lasson 20. oktober 1919 i København, død 28. januar 2002) var en dansk arkitekt.
Hans forældre var Svend G. Lasson og Carla Jørgensen, som lærte hinanden at kende, da Svend G. Lasson var
løjtnant på Kronborg. Faderen blev senere en kendt teatermaler. Moderens morfaderen var den dengang kendte fotograf Rudolf Jørgensen fra Helsingør. Forældrene blev siden skilt, og Per Christiansen voksede derfor op hos sin mor Carla og hans stedfar Lauritz Christiansen, som hans mor havde lært at kende under nogle sommerferier i Snekkersten. Carla og Lauritz blev gift og Lauritz adopterede Per Christiansen og broderen Ole, som samtidig skiftede efternavn fra Lasson til Christiansen.
Efter realeksamen stod Per Christiansen i tømrerlære hos tømrermester Oluf Larsen i Espergærde. Efter sin svendeprøve læste han på Bygmesterskolen i København, hvor han blev bygningskonstruktør. Han påbegyndte arkitektstudiet på Kunstakademiets Arkitektskole, men blev aldrig færdig. I slutningen af 1940'erne etablerede han en tegnestue sammen med studiekammeraten Peer Bruun.

## Samler og amatørarkæolog
Allerede i studieårene foretog han undersøgelser af nogle gamle bygningsrester på Gårdsletten i Egebæksvang Skov. I 1949 deltog han sammen med tømrermester Kaj Tjellesen og Nationalmuseet i udgravninger, hvor man fandt nogle få munkesten, gulvfliser og rester fra en kamin fra en bebyggelse fra 1500- eller 1600-tallet.
Per Christiansen var hele sit liv meget interesseret i fiskernes liv på øresundskysten og samlede i den forbindelse en masse effekter sammen. Effekter som senere dannede grundlaget for udstillingen om fiskernes liv på Flynderupgård Museet.

## Arbejder
- Statslånshus-type, et billigt standardhus på 82 m2 (1952 sammen med ingeniør Chr. Steen Petersen)
- Seks ens huse, "De syv små hjem", hjørnet af Parallelvej og og Rørtangvej (nuv. Klostermosevej), Espergærde (1952, sammen med Jørgen Basse Larsen, nu ombyggede)
- Prøvehus i Gladsaxe (1956, efter indbudt konkurrence i Politiken: "At forme et lille hus til en almindelig familie med børn")
- Ungarnshusene (17 huse), Fredensvej/Mørdrupvej, Espergærde (1956-59)
- Prøvehus for Kalk- og Teglværksforeningen af 1893 (1957, sammen med Hakon Stephensen)
- "Den hvide by", Espergærde (1961-84)
- Espergærdecentret (1963-64, sammen med Peer Bruun)
- Mørdrup Kirke (1970-76, sammen med Carl Svendsen, udvidet 1984)
- Prøvestenscentret (1978-79, sammen med Carl Svendsen)[2]
- Eget hus, Mørdrupvej 31